# سكوت راينور
سكوت ويليام راينور الأبن (بالإنجليزية: Scott William Raynor, Jr)‏ (من مواليد 23 أيّار/مايو 1978) هو موسيقي أمريكي اشتهر بأنه عازف الطبل الأصلي لفرقة الروك بلينك-182. ولد راينور في باواي في ولاية كاليفورنيا، وكان أول من اقترب للطبول في سن المراهقة كمشجع لفريق ميتاليكا. انضم إلى بلينك-182 في الرابعة عشر من عمره واستمر مع الفرقة؛ وبعد خمس سنوات مرت مع الفرقة، كانت المجموعة قد جمعت قاعدة معجبين كبيرة وسجلًا ذهبيًا. تسبَّب إدمانه المفرط للكحول في حدوث توتر بين أعضاء الفرقة، مما تسبب بعراك وصل لإطلاق النيران، وتم استبداله بعد الحادثة بالمغنّي ترافيس باركر. بعد طرده من الفرقة، قام راينور بأداء عروضه مع فرق متنوعة وساهم في جمعية «StandUp for Kids» الخيرية.

## الحياة والوظيفة

عرض بلينك

بدأ راينور العزف على الطبول في سن مبكرة، وشكل فرقة مع صديقه رايان كينيدي في سن الحادية عشرة لتقديم عروض في مسابقة مدرسية. كان الثنائي مستوحى في البداية من فرقة ميتاليكا، لكنهما وجدا أن طريقتهما تقنية للغاية؛ وبدلا من ذلك قاموا بدور «تويست أوف كاين» لدانزيج و «زنزانة لندن» للميسفيتس.

### بدايات مهنة الموسيقى
التحق راينور بمدرسة رانشو برناردو الثانوية. وقد كانت الدرسة تشكل مسابقة «معارك العصابات»، وقد شارك راينور: قامت فرقته «الموتى»، بعزف غلاف فيلم اقتراب الموت. أثناء وجوده في المنافسة، قام الطالب المنتقل الجديد توم ديلونج، الذي طُرد من مدرسة باواي الثانوية لحضورة مباراة كرة السلة وهو في حالة سكر، بأداء أغنية أصلية بعنوان «من سيحلق ظهرك الليلة؟». تم تقديم راينور إلى ديلونج في حفلة من قبل بول سكوت، العضو المؤسس لفرقة «الموتى» قبل وقت قصير من مغادرته الولاية. وجد الاثنان أن لديهما الكثير من الأشياء المشتركة، وكان ديلونج يبحث عن فرقة لتأليف الموسيقى بها. بدأ الاثنان في كتابة الأغاني في منزل والدي راينور - «مزيج غريب من موسيقى البانك - الميتال» التقى ديلونج لاحقًا بمارك هوبوس في أغسطس 1992 من خلال صديقه كيري كي وصديقته آن هوبوس. «اعتقدت أنهم كانوا مرحين عندما التقيت بهم. أعني، لم يكن لدي رخصة قيادة بعد، لذلك اكتسبت الكثير من المعارف من خلال التسكع معهم ومع مجموعة أصدقائهم»، قال راينور. بدأ الثلاثي في التدرب في غرفة راينور (وسط شكاوي من الجيران)، والتي كانت عازلة للصوت مع كراتين بيض فارغة.
قضى الثلاثي وقتًا ممتعا معًا، وحضروا عروض وأفلام البانك ولعبوا لعبة النكات العملية. عمل الثلاثي أولاً تحت مجموعة متنوعة من الأسماء، بما في ذلك دوك تايب والشكل 8، حتى أعاد ديلونج إعادة تسمية الفرقة «بلينك». قامت صديقة هوبوس لاحقًا بسحبة لمغادرة المجموعة لبعض الوقت، لكنه عاد عندما بدأ راينور وديلونج في تسجيل نسخة تجريبية على مسجل متعدد المسالك مع صديق كام جونس. ووجدوا طريقهم إلى الشهرة باعتبارها الفرقة الافتتاحية للأعمال المحلية في سوما سان دييغو، وهو مكان محلي لجميع الأعمار يتوقون إلى العنوان الرئيسي. قال راينور: «من الصعب أن أصف بالكلمات مزيج الغثيان من الخوف والإثارة الذي كان يصيبني عندما بدأت أرى لأول مرة حشودًا من الناس الذين يريدون سماعنا نعزف».
لقد كان الثلاثة يقيمون حفلات موسيقية في الأماكن محلية مثل سوما سان دييغو، والتي الفتت شركة التسجيلات المحلية المستقلة كارجو ميوزك اليهم. كان هوبوس هو العضو الوحيد الذي وقع العقد معهم، فقد كان ديلونج يعمل في ذلك الوقت وكان راينور لا يزال قاصرًا. كان من المقرر أن تكون جلسات القط مفترس هي الأداء الأخير مع الفرقة لـ راينور، الذي انتقلت عائلته إلى رينو، نيفادا. مكث راينور مع أخته في صيف عام 1993 من أجل التدرب على تسجيل ألبوم ترسيمهما. انتقل راينور إلى مدينة رينو بعد التسجيل واستبدلة الفريق بصديق المدرسة مايك كرول لفترة وجيزة. ادخرت الفرقة المال وبدأت في جعل راينور يظهر في العروض، ولكن في النهاية، عاد راينور إلى سان دييغو للعيش مع هوبوس وعائلته. سمح له والديه بالتخلي عن المدرسة للعودة والعزف مع الفرقة، لكنه استمر في إكمال شهادته من خلال تحضير واجباته المدرسية. يتذكر قائلاً: «أعتقد أن مارك وشقيقته آن وأنا ظللنا نشاهد البرامج التلفزيونية القديمة حتى الصباح في ذلك الصيف كله».
قال راينور في عام 2001: «ربما كان الصيف الذي عشت فيه مع مارك وعائلته أعظم صيف في حياتي حتى الآن». «غادرت المنزل في السابعة عشر من عمري، وأتيت إلى سان دييغو، واشترينا شاحنة، وانتهينا من أول فيديو لدينا... كان لدي كل أنواع الأحلام في رأسي، وكلها كانت تتحقق».

### النجاح السائد والفصل من بلينك -182
بحلول مارس 1996، بدأ الثلاثي في الحصول على ضجة كبيرة بين العلامات التجارية الرئيسية، مما أدى إلى حرب مزايدة بين إنترسكوب ريكوردز وMCA وEpitaph. إصرار MCA وإخلاصه أكسب الفرقة إنتصاراً كبيرا. بدأت الفرقة في تسجيل البوم دود رانش في السنة الثانية من ذلك الشتاء. اصيب راينور بكسر في كعبية وكان يجلس على كرسي متحرك، لكنه كان جيدًا كفاية لتسجيل مسارات الطبل للألبوم أثناء استخدامة لعكازين. وصل الرقم القياسي إلى المتاجر في الصيف التالي وتوجهت الفرقة في جولة واربد، والتي وصفها راينور بأنها «واحدة من أكثر التجارب إيجابية في وقتي مع الفرقة.» عندما بدأت أغنية «Dammit» الفردية الرئيسية بالأشتهار في راديو KROQ الذي مقرة في لوس أنجلوس، لاحظت المحطات الراديوية الأخرى هذه الأغنية وأضيفت إلى قوائم تشغيل راديو موسيقى الروك في جميع أنحاء البلاد. في محاولة يائسة للاستراحة بسبب الرحلات المستمرة، بدأت الفرقة المرهقة بالجدال وتشكلت التوترات بينهم، وتركز الجدال إلى حد كبير حول راينور.